# Ramon Martori i Bassets
Ramon Martori i Bassets (Barcelona, 11 març 1893 - Barcelona, 18 gener 1971) va ser un actor català de teatre, cinema i televisió. També va escriure algunes peces teatrals.
De jove, va estar adscrit a les companyies de Catalina Bárcena, Francisco Morano i Enric Borràs. Debutà en el teatre al Centre Nacionalista Republicà.
A la dècada dels anys 30 va tenir companyia pròpia. També va fer teatre radiofònic a Ràdio Barcelona.
El 1966 es va acomiadar de tota la seva activitat artística.

## Teatre
Actor
- 1912, 24 de febrer. Torre Torretes de Josep Burgas. Estrenada al teatre Catalunya de Barcelona. (en el paper de Senyor Puig.)
- 1927, 1 d'octubre. Un estudiant de Vic de Josep Maria de Sagarra. Estrenada al Novetats de Barcelona. (en el paper de L'Estudiant de Vic.)
- 1928, 28 d'abril. La Llúcia i la Ramoneta de Josep Maria de Sagarra. Estrenada al teatre Novetats de Barcelona. (en el paper de Pau.)

Autor
- 1935, 30 d'octubre. Roser florit de Josep Maria de Sagarra. Estrenada al teatre Novetats de Barcelona. (en el paper de Narcís).
- 1961. El crit de la terra. Comèdia en dues parts, la segona dividida en dos temps, amb il·lustració musical de Manuel Ruíz Arquelladas.

## Cinema
- 1942. Goyescas. Director: Benito Perojo.
- 1942. Huella de luz. Director: Rafael Gil.
- 1942. Los ladrones somos gente honrada. Director: Ignacio F. Iquino.
- 1943. El 13-13. Director: Luis Lucía.
- 1943. Ídolos. Director: Florián Rey.
- 1943. Antes de entrar, dejen salir. Director: Julio Fleischner.
- 1944. Noche decisiva. Director: Julio Fleischner.
- 1944. El misterioso viajero del Clipper. Director: Gonzalo Delgrás
- 1944. El clavo. Director: Rafael Gil.
- 1944. Inés de Castro. Director: José Leitao de Barros
- 1944. Yo no me caso. Director: Juan de Orduña.
- 1945. Su última noche. Director: Carlos Arévalo.
- 1945. Se le fue el novio. Director: Julio Salvador.
- 1946. Cuando llegue la noche. Director: Jerónimo Mihura.
- 1946. Audiencia pública. Director: Florián Rey
- 1946. Senda ignorada. Director: José Antonio Nieves Conde.
- 1946. La mentira de la gloria. Director: Julio Fleischner.
- 1946. Eres un caso. Director: Ramon Quadreny.
- 1947. Mariona Rebull. Director: José Luis Sáenz de Heredia.
- 1947. Leyenda de Navidad. Director: Manuel Tamayo.
- 1947. Alma baturra. Director: Antonio Sau Olite.
- 1947. La sirena negra. Director: Carlos Serrano de Osma.
- 1949. Llegada de noche. Director: José Antonio Nieves Conde
- 1949. Yo no soy Matahari. Director: Benito Perojo.
- 1950. El correo del rey. Director: Ricardo Gascón.
- 1950. La mujer, el torero y el toro. Director: Fernando Butrageño
- 1950. La honradez de la cerrajura. Director: Luis Escobar
- 1951. Cielo negro. Director: Manuel Mur Oti.
- 1954. El padre Pitillo. Director: Juan de Orduña
- 1954. Zalacaín el aventurero. director: Juan de Orduña.
- 1954. Lo que nunca muere. Director: Julio Salvador.
- 1955. Sin sonrisa de Dios. Director: Julio Salvador.
- 1955. Pleito de sangre. Director: Ricardo Gascón.
- 1956. La herida luminosa. Director: Tulio Demicheli.

## Doblatge
Veu habitual de Louis Calhern, Charles Laughton, Millard Mitchell i Finlay Currie.